# 甘村井町
甘村井町（かむらいちょう）は、愛知県愛西市の地名。

## 地理
旧佐屋町中央北部に位置する。東は金棒町、西は稲葉町、南は落合町、北は金棒町に接する。

### 学区
- 高等学校 - 尾張学区
- 中学校 - 愛西市立佐屋中学校[WEB 5]
- 小学校 - 愛西市立佐屋小学校[WEB 5]

## 歴史

### 町名の由来
『尾張国地名考』には、甘楽（かむらぎ）社に由来するとあるという。

### 人口の変遷
国勢調査による人口の推移。
| 1961年（昭和36年） | 138人 |  |  |
| 1995年（平成7年）  | 157人 |  |  |
| 2000年（平成12年） | 167人 |  |  |
| 2005年（平成17年） | 186人 |  |  |
| 2010年（平成22年） | 192人 |  |  |
| 2015年（平成27年） | 184人 |  |  |

### 世帯数の変遷
国勢調査による世帯数の推移。
| 1961年（昭和36年） | 23世帯 |  |  |
| 1995年（平成7年）  | 37世帯 |  |  |
| 2000年（平成12年） | 38世帯 |  |  |
| 2005年（平成17年） | 45世帯 |  |  |
| 2010年（平成22年） | 46世帯 |  |  |
| 2015年（平成27年） | 55世帯 |  |  |

### 沿革
- 1889年（明治22年） - 海東郡甘村井村が合併に伴い、八幡村大字甘村井となる[2]。
- 1906年（明治39年） - 合併に伴い、佐屋村大字甘村井となる[2]。
- 1955年（昭和30年） - 町制施行により、佐屋町大字甘村井となる[2]。
- 2005年（平成17年） - 合併に伴い、愛西市甘村井町となる。

## 交通

### バス
- 愛西市巡回バス（2020年4月1日現在）[3]

|    | 停留所名 | ルート |
| -- | -------- | ------ |
| 54 | 甘村井   | 佐屋東 |

## 施設
- 甘楽社[1]
- 真宗大谷派正覚寺[1]

### WEB
1. ↑  “愛知県愛西市の町丁・字一覧”.   人口統計ラボ. 2021年8月9日閲覧。
2. ↑  総務省統計局 (2017年1月27日). “平成27年国勢調査の調査結果(e-Stat) - 男女別人口及び世帯数 －町丁・字等” (CSV). 2021年7月21日閲覧。
3. ↑  “愛知県愛西市の郵便番号一覧”.   日本郵便. 2022年1月3日閲覧。
4. ↑  “市外局番の一覧” (PDF).   総務省. 2022年1月3日閲覧。
5. 1 2  愛西市役所 教育委員会 学校教育課. “小・中学校”.   愛西市. 2021年8月9日閲覧。
6. 1 2  総務省統計局 (2014年3月28日). “平成7年国勢調査の調査結果(e-Stat) - 男女別人口及び世帯数 －町丁・字等” (CSV). 2021年7月20日閲覧。
7. 1 2  総務省統計局 (2014年5月30日). “平成12年国勢調査の調査結果(e-Stat) - 男女別人口及び世帯数 －町丁・字等” (CSV). 2021年7月20日閲覧。
8. 1 2  総務省統計局 (2014年6月27日). “平成17年国勢調査の調査結果(e-Stat) - 男女別人口及び世帯数 －町丁・字等” (CSV). 2021年7月21日閲覧。
9. 1 2  総務省統計局 (2012年1月20日). “平成22年国勢調査の調査結果(e-Stat) - 男女別人口及び世帯数 －町丁・字等” (CSV). 2021年7月21日閲覧。
10. 1 2  総務省統計局 (2017年1月27日). “平成27年国勢調査の調査結果(e-Stat) - 男女別人口及び世帯数 －町丁・字等” (CSV). 2021年7月21日閲覧。

### 書籍
1. 1 2 3 4  「角川日本地名大辞典」編纂委員会 1989, p. 1871.
2. 1 2 3 4 5 6  「角川日本地名大辞典」編纂委員会 1989, p. 430.
3. ↑  愛西市. “愛西市巡回バス”. 2024年4月9日閲覧。